# Mojotengah (Sukorejo)
Mojotengah is een bestuurslaag in het regentschap Pasuruan van de provincie Oost-Java, Indonesië. Mojotengah telt 4338 inwoners (volkstelling 2010).